# Антарктопельта
Antarctopelta (Antarctopelta oliveroi) — рослиноїдний динозавр з групи анкілозаврів (Ankylosauria).
Існував протягом пізнього крейдяного періоду (близько 74—70 млн років тому) на території Антарктики. Завдовжки досягав 4 м, заввишки — 1,5 м, маса тіла близько 900 кг. Його рештки знайдено на Острові Джеймса Росса.

## Опис

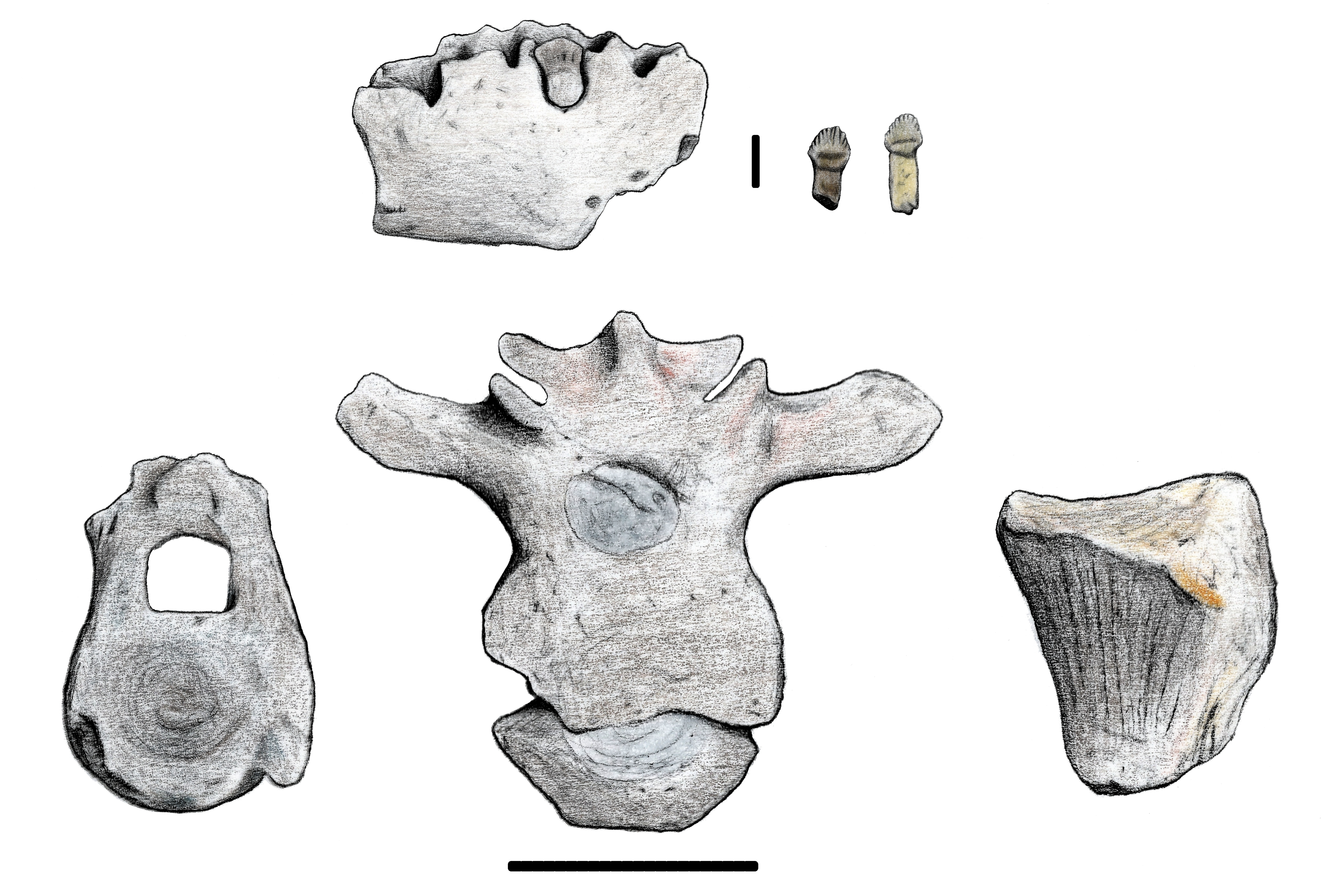
Нариси голотипу

Як і інші анкілозаври, Antarctopelta oliveroi був кремезним травоїдним чотириногим, захищеним броньованими остеодермами. Хоча повний скелет не був знайдений, за оцінками, цей вид досягав максимальної довжини у 4 метри від морди до кінчика хвоста. У 2010 році Грегорі Пол дав вищу оцінку —  6 метрів і 350 кг. Голова була невелика, щелепи оснащені дрібними листоподібними зубами. Кінцівки були короткими та майже однаковими за довжиною, на передніх лапах було по п'ять пальців, а на задніх — шість.
Про череп відомо дуже мало, однак усі вцілілі фрагменти черепа були сильно окостенілими для захисту. Зокрема, одна кістка, ідентифікована як надочноямкова кістка (кістка надбрів'я, англ. supraorbital), мала короткий шип, який мав би виступати над оком. Інші скам'янілості, ймовірно, квадратно-виличні кістки (кістки скул), надочноямкові та права тім'яна кістка були виявлені у 2006 році, хоча їхній поганий стан надає небагато інформації.

## Виноски
1. ↑  Salgado, L.; Gasparini, Z. (2006). Reappraisal of an ankylosaurian dinosaur from the Upper Cretaceous of James Ross Island (Antarctica) (PDF). Geodiversitas. 28 (1): 119—135. Архів (PDF) оригіналу за 1 вересня 2024.
2. ↑  Paul, Gregory S. (2011). The Princeton Field Guide to Dinosaurs (англ.). Princeton University Press. с. 230. doi:10.1515/9781400836154. ISBN 978-0-691-13720-9.
3. ↑  Soto-Acuña, Sergio; Vargas, Alexander O.; Kaluza, Jonatan; Leppe, Marcelo A.; Botelho, Joao F.; Palma-Liberona, José; Simon-Gutstein, Carolina; Fernández, Roy A.; Ortiz, Héctor (9 грудня 2021). Bizarre tail weaponry in a transitional ankylosaur from subantarctic Chile. Nature (англ.). Т. 600, № 7888. с. 259—263. doi:10.1038/s41586-021-04147-1. ISSN 0028-0836. Процитовано 1 вересня 2024.